# RN13 (Dschibuti)
Die RN13 ist eine Fernstraße in Dschibuti, die an der Ausfahrt der RN11 beginnt und in Assa Gaïla endet. Danach verläuft eine nicht nummerierte Straße weiter Richtung Dorra, wo sie wieder in die RN11 mündet. Der nummerierte Teil ist 30 Kilometer lang.